# 内藤陳
内藤 陳（ないとう ちん、1936年（昭和11年）9月18日 - 2011年（平成23年）12月28日）は、日本のコメディアン、俳優、書評家（ただし、自身は「“面白本のオススメ屋”」とコメント）。本名の読み方は「ないとう のぶる」。日本大学芸術学部中退。

## プロフィール

### 生い立ち
東京都出身。プロレタリア文学作家内藤辰雄を父に持つ。7-8歳の頃には高円寺駅の前でゴザを敷き、父と共に読み古しの本の叩き売りをしていた。9歳の時には、東海道本線に単身無賃乗車し、離婚して岡山にいた母親に会いに行き、連れ戻された。

### 役者に
中学2年生のとき父親から勘当されて家出。役者を志し、喫茶店のボーイや八百屋の荷車引き、選挙運動の旗持ち、サンドイッチマン、大道芸人などの職を転々とする。研究生として榎本健一の映演プロを卒業。映演プロ在学中から浅草のストリップ劇場の舞台に立ち、栗実（のち久里みのる。本名栗原克彦）と共にコミックショーを演じる。

### 人気コメディアン
1963年（昭和38年）夏、ストリップ劇場のコメディアン仲間の井波健（本名平塚久夫）・成美信（本名大橋敏夫）と共にトリオ・ザ・パンチを結成し、「俺（）、ハードボイルドだど！」などのギャグで人気を博す。1966年（昭和41年）、井波と交代する形で久里を加入させる。同年6月14日、日劇ミュージックホールのダンサーで「セクシー・ファイブ」の一員だった坂巻史子と結婚したが、のち離婚。

### 書評家（面白本オススメ屋）として
冒険小説やハードボイルド小説を軸に、圧倒的な量の本を読む読書家であり、それを知った編集者の勧めにより、1981年（昭和56年）からは『月刊プレイボーイ』誌で面白本の紹介エッセイ「読まずに死ねるか！」を連載。内外の冒険小説やハードボイルド小説を紹介。1981年（昭和56年）に日本冒険小説協会を設立して会長に就任。以後、「読まずに死ねるか！」シリーズを単行本として出版。また、1983年、日本冒険作家クラブの創設の発起人の一人となる。
いわゆる「書評」や「批評」では無く、読者のための「面白（オモシロ）本のオススメ屋」を標榜していた。
TBSで放送された深夜番組『三宅裕司のいかすバンド天国』（1989年（平成元年） - 1990年（平成2年））に不定期で審査員として出演した際には、肩書きが「ハードボイルド作家」と紹介されていた。

### 「深夜＋１」経営
小説家たちとも親交を深め、新宿のゴールデン街で日本冒険小説協会公認酒場として、バー「深夜＋１（プラスワン）」（ギャビン・ライアルの作品から頂いた）を開店。冒険小説・ハードボイルド小説の作家やファンのみならず、デズモンド・バグリイなど、海外の作家も立ち寄った。作家デビュー以前の馳星周も働いていたことがあり、著作『ゴールデン街コーリング』では、内藤の酒癖の悪さに泣かされた記憶を物語化して語っている。

### 晩年
2011年（平成23年）12月28日午後10時19分、食道癌のため東京都品川区の病院で死去。75歳没。

## 主な出演作品

### 映画
- 落語野郎 大爆笑（1967年）
- 落語野郎 大泥棒（1967年）
- 頑張れ！ 日本男児（1970年）
- 下落合焼とりムービー（1979年）
- キッドナップ・ブルース（1982年）
- 麻雀放浪記（1984年）
- 玄海つれづれ節（1986年）
- さらば愛しき人よ（1987年）
- 日本殉情伝 おかしなふたり ものくるほしきひとびとの群（1988年）
- 香港パラダイス（1990年）
- 心臓抜き（1992年）
- 月はどっちに出ている（1993年）
- SAEKO（1994年）
- 女ざかり（1994年）
- しずかなあやしい午後に（1997年）
- 麗猫伝説 劇場版（1998年）
- これでいいのだ!!映画★赤塚不二夫（2011年） ※遺作

### テレビドラマ
- 独身のスキャット 第3話（1970年、TBS / 円谷プロ）
- キイハンター 第185話「真昼の決戦! すれすれの愚連隊」（1971年、TBS / 東映）- 死神
- 探偵物語 第10話「夜の仮面」（1979年、NTV / 東映ビデオ）
- 新・江戸の旋風（1980年、CX / 東宝）
  - 第1話「誓いの八丈太鼓」
  - 第23話「源兵衛長屋に鶴が来た」 - 藤太
- 盗写1/250秒 （1985年、NTV）

### 舞台
- もう一度ボギー（主演　小堺一機）＠シアターアプル
- ミュージカル「ザ・ファンタスティックス」＠東京都芸術劇場小ホール
- 「贋作春琴抄」（望月六郎　作演出）2007年

## 著作

### 単著
- 『読まずに死ねるか!　―冒険小説・面白本のおススメ・ガイド・エッセイ―』集英社、1983年5月。ISBN 4-08-780039-3。
  - 『読まずに死ねるか!』集英社〈集英社文庫〉、1985年8月。ISBN 4-08-749024-6。
- 『読まずば二度死ね!　―冒険小説・面白本のおススメ・ガイド・エッセイ・パートII―』集英社、1985年8月。ISBN 4-08-772537-5。
  - 『読まずば二度死ね!』集英社〈集英社文庫〉、1988年1月。ISBN 4-08-749295-8。
- 『飲らずにいえるか!』講談社スコラ、1986年9月。ISBN 4-06-202890-5。
- 『読まずに死ねるか！３』 3巻、集英社、1987年8月。ISBN 4-08-772618-5。 - 2巻は『読まずば二度死ぬ！』。
  - 『読まずに死ねるか！PART3』 ３、集英社〈集英社文庫〉、1990年8月。ISBN 4-08-749622-8。 - part2は『読まずば二度死ね！』。
- 『読まずに死ねるか！ PART4』 4巻、集英社、1990年8月。ISBN 4-08-772755-6。
- 『読まずに死ねるか！第５狂奏曲』 5巻、集英社、1994年11月。ISBN 4-08-774108-7。

### 共著
- 南川三治郎「内藤陳がガイドする 南川三治郎写真集より」『推理作家の発想工房』内藤陳 ガイド、文藝春秋、1985年9月。ISBN 978-4-16-339970-6。
- 和田誠 編著「内藤陳、ヴォードヴィルを語る」『聞いたり聞かれたり』七つ森書館、2013年11月。ISBN 978-4-8228-1389-5。

### 解説
- 五木寛之『メルセデスの伝説』内藤陳 解説、講談社〈講談社文庫〉、1990年6月8日。ISBN 978-4-06-184683-8。

## 脚註
1. ↑  毎日ムック「名人・苦労人50人の整理法をぬすむ」ISBN 4620790745 本人の章より
2. ↑  “訃報：内藤陳さん75歳＝コメディアン、冒険小説協会会長”. 毎日jp (毎日新聞). (2011年12月30日).  オリジナルの2012年1月8日時点におけるアーカイブ。 2011年12月30日閲覧。